# Osman-Hill-Mangabe
Die Osman-Hill-Mangabe (Lophocebus osmani) ist eine Primatenart aus der Familie der Meerkatzenverwandten (Cercopithecidae). Sie galt lange Zeit als Unterart der Grauwangenmangabe, wurde 2007 aber in den Artstatus erhoben. Die Art ist zu Ehren des Biologen William Charles Osman Hill (1901–1975) benannt.
Osman-Hill-Mangaben sind schlank gebaute Primaten mit langen Gliedmaßen und einem langen Schwanz. Ihr Fell ist an der Oberseite schwarzbraun gefärbt, die Unterseite ist heller, meist gelbgrau. Der Kopf weist eine langgestreckte Schnauze auf, die langen Backenhaare sind grau oder goldgelb gefärbt. An den Schultern befinden sich lange, rotbraune, mantelähnliche Haare.

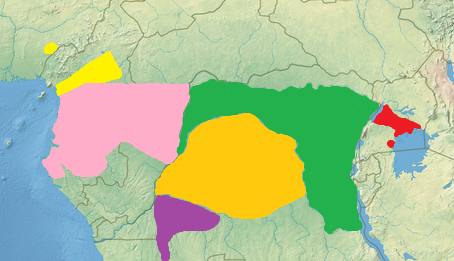
Die Verbreitungsgebiete der Schwarzmangaben:
Grauwangenmangabe
Uganda-Mangabe
Osman-Hill-Mangabe
Johnston-Mangabe
Schopfmangabe
Opdenbosch-Mangabe

Osman-Hill-Mangaben bewohnen Plateaugebiete in Kamerun, sie sind von der Grenze zu Nigeria im Westen bis in die Provinz Est verbreitet. Sie leben in Wäldern und kommen vorrangig in Gebieten über 600 Metern Höhe vor.
Über die Lebensweise dieser Art ist kaum etwas bekannt. Vermutlich ist sie wie die Grauwangenmangabe ein tagaktiver Baumbewohner, der in kleinen Gruppen lebt und sich von Früchten, Nüssen und Kleintieren ernährt.
Auch über den Gefährdungsgrad weiß man nichts. Die IUCN fasst die Art noch mit der Grauwangenmangabe zusammen, hält aber eine dringende Neubewertung für notwendig.